# Samsung Galaxy M14 5G
Samsung Galaxy M14 5G — Android-смартфон, що випускається компанією Samsung Electronics в рамках серії Galaxy M. Випуск смартфона анонсований 8 березня 2023 року. Також 24 березня того ж року був представлений Samsung Galaxy F14 5G, що в основному відрізняється від Galaxy M14 5G кольорами та відсутністю сенсора глибини.